# Capo (Unternehmen)
Das Unternehmen Capo ist ein 1912 in Egg (Vorarlberg, Österreich) gegründeter Hersteller von Hüten und Mützen.

## Geschichte
Am 25. März 1912 wurde das Unternehmen als „Vorarlberger Strohhutfabrik“ im Bregenzerwald gegründet, wo große Strohhüte zum Heumachen sowie die in der Region typischen schwarzen Trachtenhüte für Frauen („Schäohüte“) hergestellt wurden.

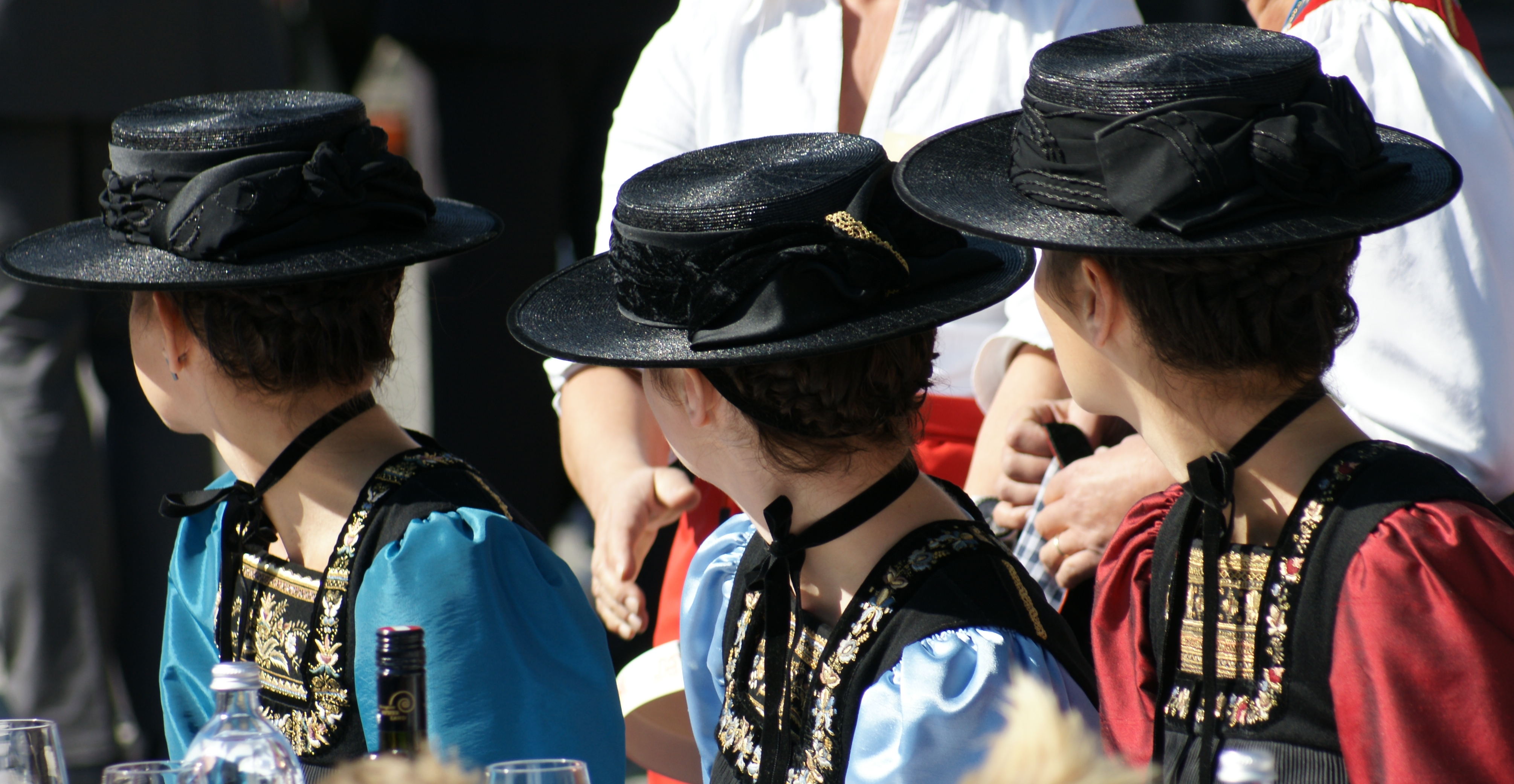
Der typische „Schäohut“ (Strohhut, Sommer) der Bregenzerwälder Frauentracht

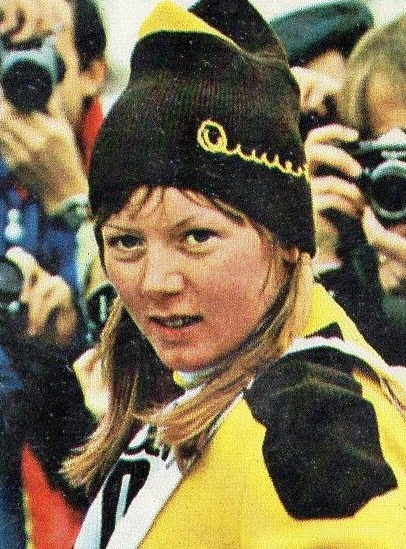
Annemarie Moser-Pröll (1972)

1938 übernahmen die Gebrüder Sommer aus Stuttgart die Fabrik. In den 1960er Jahren wurde in „Hutfabrik“ umfirmiert und es wurden Papier-, Filz- und Heuhüte produziert. Seit 1971 werden unter dem Markennamen „Capo“ Hüte und modische Stoffmützen hergestellt.
Als Ausstatter der österreichischen Ski-Nationalmannschaft in den erfolgreichen 1970er Jahren gewann das Unternehmen Medienpräsenz und internationale Bekanntheit.
1989 wurde die Fabrik von der Firma Doppelmayr übernommen und Michael Doppelmayr war zwei Jahre lang Geschäftsführer. Das Unternehmen wurde bald an die Schweizer Firma Wunderlich & Sonderegger verkauft. Nach dem Konkurs des Unternehmens im Jahr 1998 führten Markus Kopf und Bertold Bischof den Betrieb in einem neu errichteten Gebäude in Egg (Melisau) fort.  das Stammhaus wurde an die Sutterlüty Handels GmbH verkauft und die Fertigung 1998 von Egg nach Chemnitz verlegt.
Am 1. Juli 2015 wurde das Unternehmen an die Strickmoden Bruno Barthel aus Chemnitz (Deutschland) verkauft, die in Deutschland mit ihrer Marke maximo Marktführer im Bereich Baby- und Kindermützen ist. CAPO wird heute zum Großteil am Standort in Deutschland produziert und legt großen Wert auf made in Germany & Europe.